# 尼克·巴頓
尼可拉斯·漢彌爾頓·巴頓（英語：Nicholas Hamilton Barton，1955年8月30日—），皇家學會院士、愛丁堡皇家學會院士，又稱尼克·巴頓（英語：Nick Barton），是英國演化生物學家。

## 生平
1976年以畢業於劍橋大學彼得學院，取得自然科學（Natural Science）最高級榮譽（First-class degree）。1979年，在哥弗雷·何維特（Godfrey Hewitt）的指導下，自東英吉利大學取得博士學位。先是短暫地在劍橋大學當了一名助教，然後成了倫敦大學學院遺傳學和生物統計學系的講師。在1982年巴頓最知名的研究包括主要以紅腹鈴蟾作為模式生物的雜交區（hybrid zone）研究，以及和麥克·杜瑞里（Michael Turelli）合作發展多重基因座遺傳學的數學架構。研究的問題包括上位效應（epistasis）、性的演化、物種形成、以及適應的速率限制。
1990年轉至愛丁堡大學，是吸引其先前合作對象布赖恩·查尔斯沃思（Brian Charlesworth）和德博拉·查尔斯沃思（Deborah Charlesworth）的主要因素，從而建立了愛丁堡大學在計量遺傳學和族群遺傳學的領先地位。巴頓在1994年升為教授。2007年巴頓和德瑞·布瑞斯（Derek E.G. Briggs）、強納森·艾森（Jonathan A. Eisen）、大衛·高史汀（David B. Goldstein）及尼潘·帕特爾（Nipam H. Patel）合著了一本演化生物學的大學教科書（Evolution），書中將分子生物學、基因體學和人類遺傳學與傳統的演化生物學整合。
2008年移居奥地利克洛斯特新堡，成為奥地利科技學院的第一位教授。

## 獎項
1995年同時獲選為皇家學會和愛丁堡皇家學會院士。他在2005年獲得Wolfson Merit Award。在2008年他是獲得倫敦林奈學會每50年頒發一次的達爾文-華勒斯獎章的13人之一。